# Moscow (Idaho)
Moscow je město ve Spojených státech amerických. Nachází se v okrese Latah County, jehož je zároveň správním městem, ve státě Idaho. Ve městě žije přibližně 25 tisíc obyvatel a jeho rozloha činí 17,9 km². Město bylo založeno roku 1871. Ve městě sídlí Univerzita v Idahu, která je největší univerzitou v tomto státě. Město se nachází v nadmořské výšce přibližně 786 m n. m. Asi šest kilometrů západně od města leží Regionální letiště Pullman-Moscow. Místním deníkem jsou noviny Moscow-Pullman Daily News.